# ناحیه رابر، میشیگان
ناحیه رابر (به انگلیسی: Raber Township) یک منطقهٔ مسکونی در ایالات متحده آمریکا است که در شهرستان چیپوا، میشیگان واقع شده‌است.
 ناحیه رابر ۳۷۰٫۶ کیلومتر مربع مساحت و ۶۴۷ نفر جمعیت دارد و ۱۸۳ متر بالاتر از سطح دریا واقع شده‌است.